# Música de Noruega
Noruega es un país escasamente poblado en Europa, un aproximado de 5 millones de habitantes viven en un área de alrededor de 685.000 km², pero aun así su música y su vida musical son tan complejas como los de la mayoría de los otros países. Se ha podido aprender mucho acerca de la música antigua en Noruega con la aparición de artefactos físicos encontrados durante excavaciones arqueológicas. Se incluyen instrumentos tales como el lur. Los vikingos y sagas medievales describen de igual modo la actividad musical igual que las cuentas de los sacerdotes y peregrinos de toda Europa que vienen a visitar la tumba de San Olaf en Trondheim.
A finales del siglo XIX, Noruega experimentó un crecimiento económico conducente hacia una mayor industrialización y urbanización. La música se estableció en las ciudades con mayor presencia, además las representaciones de ópera y conciertos sinfónicos se consideran de buena calidad. En esta era de los compositores prominentes (como Edvard Grieg y Johan Svendsen) y artistas combinan las tradiciones europeas con tonos noruegos.
La importación de la música y músicos de la danza así como del entretenimiento, aumentó y así fue durante el siglo XX. Más aún cuando los discos de gramófono y la radio se volvieron comunes. En la última mitad del siglo XX, Noruega, al igual que muchos otros países del mundo, se sometió a un rescate de raíces que vio la música indígena y que permitió que se restableciera.

## Música (Folk tradicional)

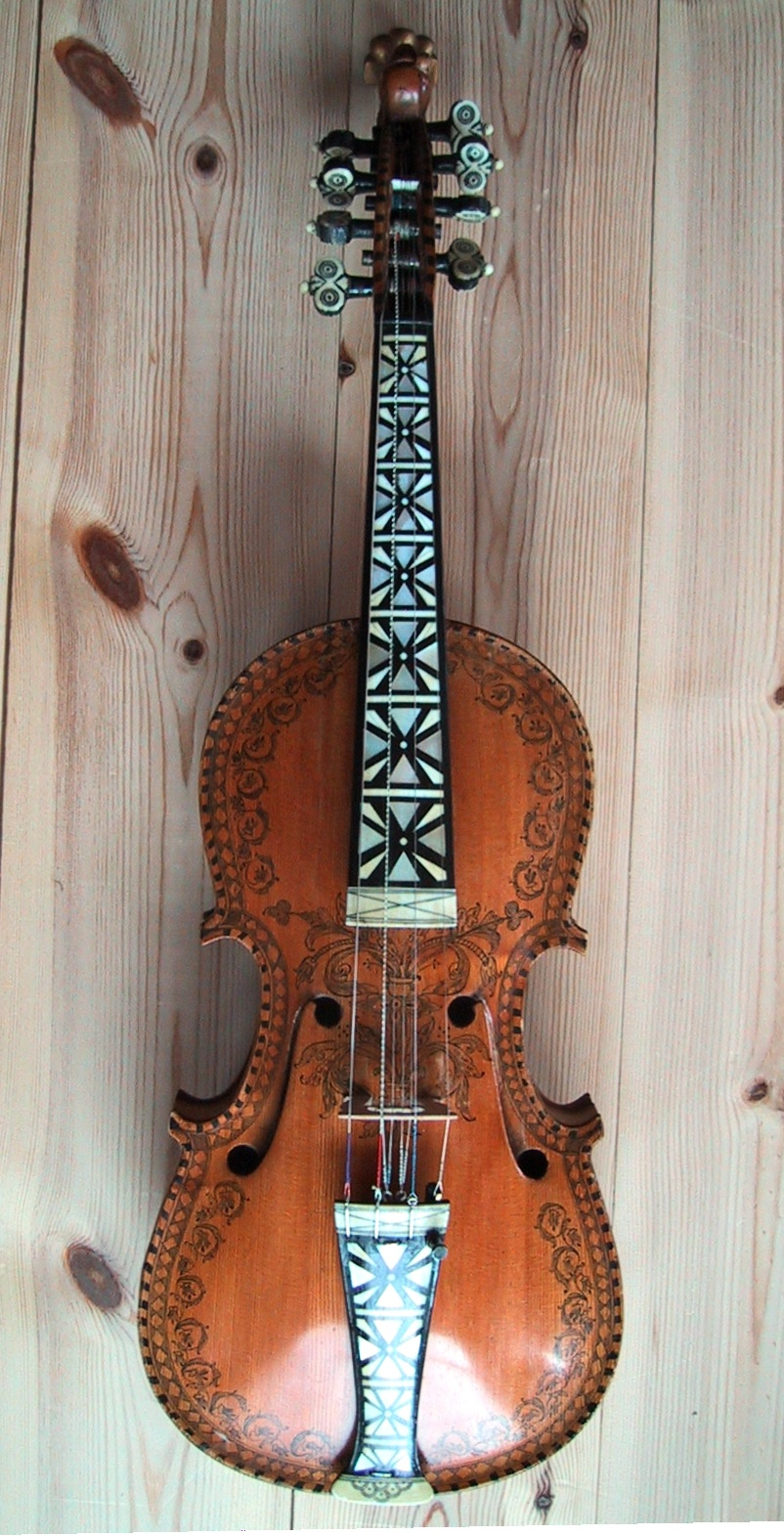
Tradición Noruega

Antes de 1840 eran limitadas las fuentes escritas de la música folclórica en Noruega. Originalmente se creía que estos logros históricos tenían una influencia crisue existían conexiones míticas y de cuento de hadas, con la música folk. En general, el propósito de la música popular era para el entretenimiento y el baile.
La música folclórica noruega se puede dividir en dos categorías: instrumentales y vocales. Por regla general la música instrumental popular es la música para bailar ( melodías). Las danzas populares noruegas son danzas sociales y por lo general realizadas en parejas, aunque hay una serie de bailes que son para una persona, por ejemplo lo que se conoce en Noruega como halling. Noruega tiene muy poco de características de otras culturas en su danza ceremonial. Las melodías de baile son de dos tipos: bailes de dos tiempos y tres. Los primeros se llaman halling, gangar o rull, mientras que los segundos son el springar o springleik.
Las danzas tradicionales se conocen normalmente con el bygdedans (que puede referirse al pueblo o la danza regional en Noruega). Estas danzas, a veces llamadas danzas de cortejo se relacionan a menudo a los acontecimientos importantes de la vida rural (agrícola) como bodas, funerales y fiestas cíclicas como Navidad.
La música folclórica en Noruega recae en otras 2 categorías principales tomando en consideración la población étnica de la que emanan: Noruegos del Norte Germánico y pueblo lapón.
La música tradicional del pueblo lapón se centra en un estilo vocal particular llamado Yoik. Originalmente, el joik se refiere a uno sólo de los diversos estilos de canto del pueblo lapón, pero en inglés la palabra usualmente se refiere a todo tipo de canto tradicional del pueblo lapón. Su sonido es equiparable al canto tradicional de algunas Naciones Originarias de Canadá culturas.
La música tradicional noruego germánica del Norte incluye la Balada corta y canciones a menudo improvisados conocidas como stev, entre los tipos más comunes de la música tradicional. Canción de trabajo e Himno, son voces e historias antiguas de baladas impresas, además las baladas del costado también han sido populares.
Noruega comparte música tradicional de baile nórdica con sus países vecinos Suecia y Dinamarca, donde el instrumento más típico es el violín. En Noruega, el Reino de Hardanger Viola de arco (Violín Hardanger), el instrumento más característico de la música folclórica noruega, se ve y se toca como un violín estándar. Se encuentran principalmente en la parte Occidental y central del país. El violín de Hardanger se remonta a alrededor de 1700 y sin embargo se diferencia del violín normal en muchos aspectos, de los cuales, lo más importante es que tiene cuerdas especiales, un puente menos curvado y el diapasón. De este modo, el artista utiliza dos cuerdas la mayoría de las veces, con lo que se da la creación de un estilo típico de abejorro. La tradición violín Hardanger es rica y poderosa. Por tradición, la instrucción transmitida por vía oral fue uno de los aspectos más importantes de la realización de un violinista de Hardanger.
Canciones populares épicas son la forma más importante de la música popular vocal folclórica en Noruega. Aunque hay muchos tipos de canciones populares épicos de folclor, las más intrigantes son las baladas medievales. Fueron transcritas por primera vez en el siglo anterior, pero la tradición de la balada se ha transmitido de la Edad Media. Las letras de estas canciones también giran en torno a este período de la historia, relatando cuentos de la vida de los nobles, de caballeros y las doncellas. Varias de las baladas describen acontecimientos históricos y son a menudo dramáticas y trágicas.
En la segunda mitad del siglo XIX, algunos violinistas, especialmente Reino de Voss y Telemark y significativamente Lars Fykerud (que con el tiempo se trasladó a Stoughton (Wisconsin), Wisconsin en Estados Unidos y luego regresó a Telemark con posterioridad e inició la introducción de formas más expresivas de la práctica, convirtiendo la tradicional música de Slatt que se tocaba en conciertos para las clases urbanas.
Al mismo tiempo, nuevos bailes y melodías fueron importados de Europa, incluyendo el Fandango (baile), Reinlender, Vals, Polca y Mazurca. Estudios recientes sugieren que un número de estas formas pueden originalmente haber sido traídas de Noruega por Romani (conocida en Noruega por el Peyorativo "viajeros suecos y noruegos"), entre ellos el violinista Karl Fant. Estas formas se conocen ahora como runddans  (danzas circulares) o gammeldans (danzas antiguas).
Tal vez el más popular y controvertido de los artistas modernos del violín Hardanger, es Annbjørg Lien, quien lanzó su primer álbum, Annbjørg (álbum) en 1989. El mismo contiene a Helge Førde y a Frode Fjellheim. Éste fue elogiado tanto por su innovador trabajo de fusión y el estilo expresivo, como criticado por la profusión de sonidos tradicionales y la falta de tradición regional.
Otros instrumentos tradicionales noruegos son:
- bukkehorn (cuerno de chivo).
- harpeleik (cítara de cuerdas).
- angeleik (caja Dulcémele de los Apalaches).
- Lur (un instrumento de trompeta más).
- seljefløyte, una flauta de sauce.
- tungehorn y Melhus (Clarinete).
- munnharpe.

Al mismo tiempo, nuevos bailes y melodías fueron importados de Europa, incluyendo el Fandango (baile), Reinlender, Vals, Polca y Mazurca. Estudios recientes sugieren que un número de estas formas pueden originalmente haber sido traídas de Noruega por Romani (conocida en Noruega por el Peyorativo "viajeros Suecos y Noruegas"), entre ellos el violinista Karl Fant. Estas formas se conocen ahora como runddans (danzas circulares) o gammeldans (danzas antiguas).
Tal vez el más popular y controvertido de los artistas modernos del violín Hardanger, es Annbjørg Lien, quien lanzó su primer álbum, Annbjørg (álbum) en 1989. El mismo contiene a Helge Førde y a Frode Fjellheim. Éste fue elogiado tanto por su innovador trabajo de fusión y el estilo expresivo, como criticado por la profusión de sonidos tradicionales y la falta de tradición regional.
Al día de hoy, hay un uso ecléctico de ambas partes de la música popular, de sus instrumentos tradicionales. El interés por la música popular está creciendo y existe un número de artistas jóvenes y prometedores que no sólo se sienten atraídos por la música instrumental. Muchos jóvenes están aprendiendo a cantar en el estilo tradicional. Durante las últimas décadas (desde la tendencia folk-rock), los músicos populares han mostrado un mayor interés por la experimentación. Una nueva generación ha surgido que, al tiempo que muestra respeto por las viejas tradiciones, también está dispuesta a pensar en un nuevo sentido. Una serie de conocidos artistas de la música folclórica en Noruega han hecho excelentes grabaciones utilizando nuevos instrumentos y arreglos. En los últimos años artistas como Gate y Odd Nordstoga han hecho la música popular más accesible a las multitudes que son más jóvenes. Gåte fusionó la música tradicional con el metal y por ello se hizo muy popular. Lumsk es otra banda de mezcla noruega, que toca música popular tradicional con metal. El más famoso es sin duda el cantante Sami Mari Boine, que canta un tipo de folk-rock minimalista con Yoik raíces. Karl Seglem es un músico y compositor noruego que interpreta Saxofón y el bukkehorn. Sofia Jannok también es una popular artista contemporánea del pueblo lapón.
Existen algunas instituciones importantes, por ejemplo la Asociación Nacional de Músicos Populares. Es una organización fundada en 1923 por artistas de la música folclórica y bailarines folclóricos y es se conforma de la unión de asociaciones de música de folclor locales y regionales. Sin embargo, está abierto a miembros que desean entrar de manera individual. A partir de 1990, la Asociación Nacional contaba con un aproximando de 6000 miembros y 125 organizaciones locales diferentes. La Asociación Nacional de Músicos Populares publica en Spelemannsbladet, un diario de la música popular que sale 12 veces al año. También organiza la Landskappleiken de manera anual (Concurso Nacional de Música Tradicional), que es el evento más importante de su categoría en Noruega.
La música folclórica tiene una parte relevante en la historia de Noruega y la colección más antigua fue hecha por LM Lindeman. Una gran parte de las colecciones se mantienen y conservan en la Colección Nacional de Música Popular y en la Biblioteca Nacional.
Norsk Rikskringkasting (NRK) utiliza e incluye grabaciones de música popular desde el archivo de NRK, que contiene más de 50.000 grabaciones desde 1934 hasta la actualidad, además de otras grabaciones en los canales de radio y el canal de radio especializado NRK Folkemusikk.

## Música clásica

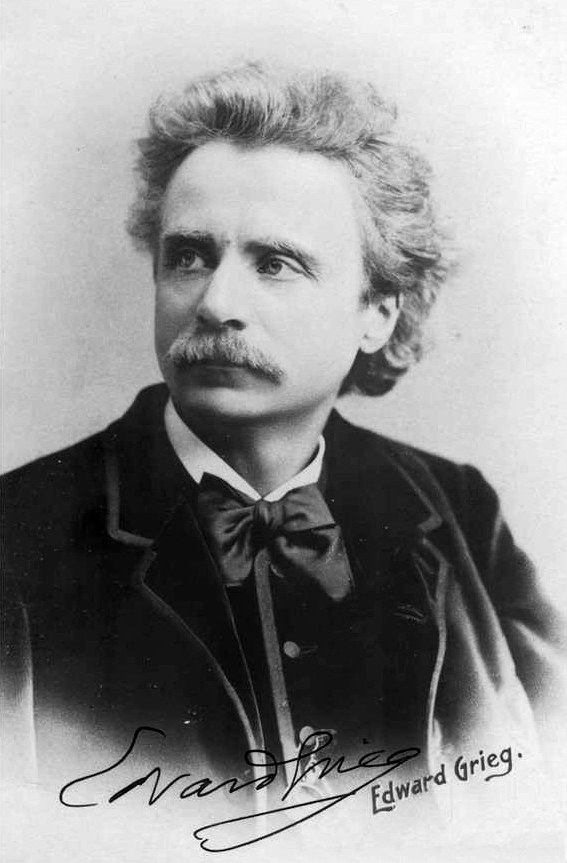
Edvard Grieg

Durante la década de 1600, las ciudades de Oslo, Bergen y Trondheim ". Cada uno tenía sus propios músicos en la ciudad" Los primeros compositores importantes de Noruega están documentados desde el principio del siglo XVIII, en el que se componía la danza y música de cámara, incluyendo cantata. Algunos de estos compositores son Georg von Bertouch, Johan Daniel Berlin y Johan Henrik Berlín. Además, la música también recibió cierto interés por parte del público y la misma se desarrolló de manera constante, especialmente en las zonas urbanas mejor acomodadas. Por otra parte, alrededor de la década de 1750 las sociedades privadas de música o las que son semipúblicas comenzaron a aparecer en varias ciudades dada la posibilidad para que la población más rica estuviera en apogeo. En 1814, Suecia entró en un Unión entre Suecia y Noruega junto con Noruega, y la familia real sueca permaneció por un tiempo en la capital de Noruega, Oslo La música floreción en la corte real.

### Romanticismo nacional
El nacionalismo romántico es un movimiento que estaba en boga en toda Europa y que influenció también a Noruega. De manera posterior comenzó a afectar a los músicos clásicos y a la música clásica en el país. El violinista Ole Bull (1810-1880) fue el primer músico noruego importante. Se convirtió en músico de fama mundial alrededor de 1834, y era conocido como el Niccolò Paganini Nórdico. Ole Bull, el gran virtuoso del violín, no sólo tenía una gran carrera musical en Noruega, sino también en otras partes de Europa y EE.UU. Además, hubo algunos otros grandes compositores que surgieron, entre los que se encuentran Halfdan Kjerulf, Martin Andreas Udbye que compuso la primera Ópera noruega, Fredkulla y Rikard Nordraak, que compusieron el Himno nacional de Noruega " Sí, nos encanta este país".
Desde alrededor de 1831, la música tradicional noruega comenzó a influir a la escenificación clásica, especialmente a través de Ole Bull que entabló una relación de amistad con el famoso músico del Violín Hardanger tradicional, Myllarguten y por medio de dicha amistad comprendió mejor la música tradicional. Bull comenzó a tocar el violín Hardanger, y fue el primero en presentar melodías de Música folk al público en las zonas urbanas. Junto con Myllarguten tocaron en concierto, presentando a un músico rural tradicional a una audiencia urbana por primera ocasión, en febrero de 1849, en la cúspide del nacionalismo romántico noruego. Esto inspiró más tarde a Edvard Grieg para buscar fuentes musicales folclóricas. Pero las audiencias urbanas eran renuentes a tener apreciación y comprensión de la música tradicional (rural). El estilo de Música del Romanticismo dominó la música noruega " en el siglo 20, ya sea mediante modificaciones hechas al lenguaje romántico nacional de Grieg o a través de una línea más clásica o internacional" así como Catarino Elling o Halfdan Cleve.
Músicos extranjeros comenzaron a establecerse en Noruega en la década de 1840, trayendo consigo los conocimientos musicales procedentes del resto de Europa. A raíz de la Revolución francesa en 1848, Noruega fue testigo del desarrollo de una fuerte conciencia nacional, así como el crecimiento económico que se produjo con el desarrollo de la música. En comparación con la mayoría de los otros países de la época, los músicos noruegos de sexo femeninos fueron, no sólo ampliamente aceptados, incluso se publicaban y causaban problemas en el Estado.
Con el Nacionalismo noruego que era creciente, la escena musical en todo el país, entró en la Edad de Oro de la música noruega y fue encabezada por Halfdan Kjerulf, un organista,  y Ludvig Mathias Lindeman, un coleccionista. Entre los compositores más destacados del Edad de Oro se encuentran Johan Svendsen y Edvard Grieg. Los esfuerzos de Bull inspiran directamente a Grieg a buscar más fuentes musicales folclóricas. Dichos compositores, inspirados en las colecciones de Lindeman y en el violín Hardanger de Ole Bull, incorporaron elementos folclóricos noruegos en sus composiciones.
A finales del siglo XIX, la colección de canciones folclóricas continuó creciendo sin cesar y compositores como Christian Sinding y Johan Halvorsen alcanzaron la fama. Tras la disolución de la unión con Suecia en 1905, el nacionalismo noruego continuó creciendo en popularidad e innovación, fue liderado especialmente por David Monrad Johansen, Geirr Tveitt y Eivind Groven. Estos compositores se centraron en el uso de la música popular en sus composiciones lo que provocó una tendencia que continuó hasta bien entrada la Segunda Guerra Mundial. A pesar de un proceso de internacionalización que comenzó en la década de 1930 fue posible escuchar a compositores como Ludvig Irgens -Jensen, Bjarne Brustad, Harald Sæverud  y Klaus Egge. En el período de entreguerras,  pocos compositores como Pauline Salón y Fartein Valen, pudieron obtener influencia de los estilos extranjeros.
Con el Nacionalismo noruego que era creciente, la escena musical en todo el país, entró en la Edad de Oro de la música noruega y fue encabezada por Halfdan Kjerulf, un organista y Ludvig Mathias Lindeman, un coleccionista. Entre los compositores más destacados del Edad de Oro se encuentran Johan Svendsen y Edvard Grieg. Los esfuerzos de Bull inspiran directamente a Grieg a buscar más fuentes musicales folclóricas. Dichos compositores, inspirados en las colecciones de Lindeman y en el violín Hardanger de Ole Bull, incorporaron elementos folclóricos noruegos en sus composiciones.

### Después de la Segunda Guerra Mundial
Después de la Segunda Guerra Mundial, la música noruega tomó rumbos hacia dirección, lejos de los ideales nórdicos y germánicos del pasado, acercándose más a los ideales internacionales, especialmente los estilos estadounidenses, británicos y franceses. Los compositores noruegos fueron influenciados por una gran variedad de estilos que incluye serialismo, neo-expresionismo, aleatorio y la música electrónica. Los nuevos compositores de este período fueron Johan Kvandal, Knut Nystedt, Edvard Hagerup Bull (compositor) y Egil Hovland. Eran de especial importancia procedente del francés, el neoclasicismo, Paul Hindemith y Béla Bartók. Durante este período, la música seriada apareció en Noruega representada por Finn Mortensen. Más tarde, los compositores de vanguardia como Arne Nordheim echaron mano de la evolución tecnológica así como el uso de una variedad de efectos electrónicos y de instrumentación de carácter peculiar. Arne Nordheim "es el compositor más importante de la era posterior a la guerra". Desde 1950, Nordheim ha influenciado enormemente la vida cultural de Noruega. Sus obras más famosas han servido como hito para la música clásica contemporánea Norwegian music.
Gran parte del público noruego no apreciaba la nueva dirección que éstos compositores de la música de vanguardia estaban adoptando, lo que ayudó a alimentar una reacción bastante conservadora. Algunos compositores, como Kåre Kolberg, como reacción a lo anterior escribieron música simple, mientras que otros, como por ejemplo Alfred Janson y Ragnar Søderlind, revivieron el romanticismo. Parte de la música de esta época trató de abordar las preocupaciones sociales y políticas, tal como la dedicación que Janson hizo en un concierto de violín al presidente de Chile Salvador Allende.
A finales de la primera década del siglo XXI, la música clásica noruega se había vuelto diversa, incorporando elementos de la historia musical documentada por el país, así como el jazz moderno, el pop y el rock. Los compositores de la última parte del siglo XX son: Olav Anton Thommessen, Per Christian Jacobsen, Magne Hegdal, Åse Hedstrøm,  Asbjørn Schaatu, Tor Halmrast, Glenn Erik Haugland, Nils Henrik Asheim, Cecille Ore y Ketil Hvoslef. La atención aún se enfocaba en una visión popular y clásica de la música folclórica en las obras de compositores como Lasse Thoresen.
Noruega actualmente cuenta con varias orquestas de distintos tamaños. Hay dos "orquestas nacionales". Fundada en 1765, la Orquesta Filarmónica de Bergen (orquesta sinfónica más antigua de Noruega), que Grieg una vez dirigió, junto con la Oslo Philharmonic Orchestra, establecida en 1919. Además, algunas orquestas profesionales regionales en Noruega han tenido éxito: Trondheim Symphony Orchestra, el Stavanger Symphony Orchestra, la Opera Ártico y la Orquesta Filarmónica, el Orquesta Norwegian Radio, y la Orquesta Sinfónica de Kristiansand. Para el último par de décadas las condiciones en las que orquestas profesionales operaban en las ciudades más grandes de Noruega, mejoró en gran medida debido a la construcción de salas de conciertos más grandes y la aparición de nuevos conductores. En 1953 fue fundado Festival Internacional de Bergen que se celebra anualmente, ayudó a difundir la música noruega, a menudo música similar a la de Grieg, el teatro y las artes pictóricas, así como la recepción de la cultura internacional. Por otra parte, otros importantes festivales, entre los que se encuentran, el Festival Internacional de Música de Cámara, el Festival de Música de Cámara de Oslo, el Festival de Música de Cámara Risor y el Festival de Ópera Kristiansund.
Además, debe notarse que la Orquesta Filarmónica de Oslo ha contribuido en gran medida a la vida musical noruega. Especialmente Mariss Jansons impacto en la música de Noruega en la década de 1980. Janson era capaz de cambiar por completo la percepción que la gente tenía sobre cómo se tocaba la música sinfónica en la cultura noruega. Jansons era también capaz de revivir la música sinfónica y hacer a la orquesta mundialmente famosa. Grabaron un conjunto reconocido de las sinfonías Tchaikovsky y comenzaron las giras de conciertos internacionales regulares.
La Norwegian National Opera and Ballet ha ganado la reconocimiento por sus producciones e incrementado el número de sus espectadores desde su inauguración.

## La tradición coral en Noruega
La evidencia material más antigua de la música coral en Noruega pertenece al siglo XII, y al igual que todo el canto coral europea, la música coral fue cultivada en los monasterios y en los centros educativos (que era el propósito inicial religioso). Tanto la era católica y la reforma luterana del canto coral fue determinante. Sin embargo, el comienzo de la tradición noruega de canto coral en sí, se lleva a cabo durante el siglo XIX.
Debido a la transferencia de Noruega a Dinamarca y éste a su vez a Suecia surgió una fuerte motivación nacionalista cultural (" Norskhetsbegerstring "). Por otro lado, las ideas de Hans Georg Nägeli (1773-1836, Suiza) y Karl Friedrich Zelter (1758-1832, Alemania) dieron al canto coral el apelativo de ser un medio particularmente eficaz de aniquilación de la cultura. Esta tradición es el trabajo conjunto de compositores, directores de orquesta, profesores de canto y publicaciones de música coral. Roverud, Reissiger, Lindeman, Kjerulf, Conradi y Behrens, son sólo algunos de los nombres que formaron la tradición noruega antes de E. Grieg. En conjunto se les atribuye el complejo desarrollo sociocultural, sin embargo cada uno tiene un mérito especial.
La principal contribución de L.M. Lindeman era su colección de música folk y compilaciones himnos, así como la organización de una escuela para organistas en 1883, que más tarde se convirtió en el Conservatorio de Oslo. Kjerulf, Behrens y Conradi fueron los tres directores de coros y sociedades corales de organizadores, pero era indudable que Kjerulf destacó como compositor dejando más de 170 piezas corales, sobre todo para un cuarteto masculino. Behrens y Conradi tenían una función social mediante la organización de festivales de coros y sociedades corales como el Coro Craftmen y el Coro de los Empresarios, de igual manera el Coro de Estudiantes de Noruega en Oslo y en las provincias. Behrens tiene una reputación especial por haber realizado compilaciones de compositores noruegos. Compiló más de 500 canciones en sus volúmenes de " Colecciones de canciones para voz de hombre".
La época de mayor influencia de estos músicos fue durante la segunda mitad del siglo XIX, una época en que la difusión del canto coral a lo largo se dio en Noruega, especialmente el canto masculino a cuatro voces. Prueba de ello es el legado "coral" que se dirigió a los EE.UU., especialmente desde la fundación del coro del Colegio de St. Olaf por F. Melius Christiansen en 1912. (Hablan de servicios masivos con 3.000 cantantes)
La tradición coral ya ha sido explotada para fortalecer la identidad noruega. Conradi, Kjerulf y Reissiger escribieron la música coral con textos de los escritores noruegos como Ibsen o Bjørnson, quien a su vez escribió con la intención de que sus textos pueden ser fácilmente adaptados a la música. El siglo XIX fue una época de intensa colaboración entre escritores y compositores, que usaron la popularidad de las sociedades musicales y, especialmente, los cuartetos masculinos. Estos últimos fueron particularmente populares desde la década de 1840.
Una segunda generación de directores y compositores continuó esta tradición hasta el comienzo del siglo XX (Andreas Olaus Grøndahl en Oslo y en Bergen Ingolf Schjøtt). La popularidad de las sociedades y festivales corales dan pie a las primeras competencias o manifestaciones (desde la década de 1850). En 1878 la Sociedad Coral celebró su primera participación estudiantil fuera de Escandinavia llevando la música noruega y algunos textos a París, siendo ésta una manera de " exportar" y mostrar la cultura noruega.
La motivación nacionalista se expone en la música de Grieg. En la transición al siglo XX, a pesar de la tradición coral que mantiene noruega, cambió de manera eventual. El cambio se dio especialmente después de WW1, cuando se abandonan los ideales románticos. La nueva generación de compositores son (Egge, Nysted, Sommerfeldt,...).Dichos compositores fueron influenciados por Grieg, y encontraron inspiración, no sólo en los elementos nacionales. Los nuevos compositores actuales están influenciados por las actuales tendencias mundiales.
En la época en las que existió prosperidad económica entre los noruegos trajo consigo un segundo boom de difusión de música coral, dentro y fuera de la capital. Volda, por ejemplo, una ciudad al este de sólo 6.000 personas en el oeste de Noruega cuenta con cerca de 20 coros activos.

## Música Mundial
La música del mundo, un género musical donde hay influencias de por lo menos dos tradiciones culturales, se ha consolidado poco a poco como una de las menores, pero vivos géneros musicales en Noruega.
En Noruega hay algunos músicos y bandas cuya música se categorizan como música del mundo. Por ejemplo, el irlandés - noruego Secret Garden, que ganó el Festival de Eurovisión en 1995, desempeña la Nueva Música Instrumental. Además, el éxito de la crítica Ras Nas mezcla la música africana y la música reggae con la poesía. La música de Vindrosa son canciones populares tradicionales noruegas con especies étnicas y Annbjørg Lien combina la música tradicional noruega con el jazz y el rock.
Un par de festivales de música que se especializan en la música del mundo se organizan en Noruega cada año. El Festival Mundial de Música de Oslo se inició mediante Conciertos en Noruega (Rikskonsertene) en 1994, y desde entonces el festival ha presentado un repertorio multifacético de África, Asia y América Latina. De hecho, el festival se ha convertido en tan dinámico y flexible que el gobierno noruego ha decidido darle el estado -no independiente y ya no será una iniciativa bajo Conciertos de Noruega. El festival Riddu Riđđu fue fundado por las asociaciones de los sami en 1991 en un primer momento como una fiesta de la música y la cultura del pueblo lapón, pero desde entonces el festival se ha ampliado a la preocupación de los pueblos indígenas también internacionales.

## Música popular y contemporánea
Como en otros países, Noruega ha desarrollado sus propias formas de la música popular contemporánea. Desde el año 2000, la música popular noruega en general ha estado apareciendo en la escena internacional, inicialmente a través de los avances de Noruega en el jazz y el Black Metal, seguido de la música electrónica y el pop.

### Country
La música country noruego incluye una gran atribución de sucesos de la vida diaria del individuo típico noruego. Hay una gran integración de folk y country en la música country moderna día. Como dialectos en Noruega varían ampliamente, la música es distinta a las regiones y zonas en toda Noruega. Hellbillies es uno de los grupos de música country más respaldado y exitoso de Noruega. Junto con otros grupos de países modernos, hay un amplio uso y la integración de la música popular y rock. Sus letras de las canciones están escritas en el dialecto de la [ [ Hallingdal ] ] zona, y tiene una gran descripción que refleje los ciudadanos noruegos, y su vida que lo rodea.

### Música Dansband
Dansband es un término sueco para una banda que toca dansbandsmusik. Dansbandsmusik a menudo se bailaba en parejas y es tocado por clásica, eléctrica, bajo y guitarras de acero, tambor, saxofón, acordeón y teclado. Sus letras están inspiradas en el romanticismo lo que suelen ser sobre el amor, la amistad, la paz, la naturaleza y los viejos recuerdos del pasado. El género desarrollado principalmente en Suecia, pero se ha extendido a los países vecinos Dinamarca, Noruega y las regiones de habla sueca de Finlandia...mm

### Folk rock
En los últimos años artistas como Gate y Odd Nordstoga han hecho de la música popular más accesible a las multitudes más jóvenes. Gåte fusiona la música tradicional con el metal y por ello se hizo muy popular. Lumsk es otra banda de mezcla noruega de música popular tradicional con el metal. El más famoso es sin duda el cantante Mari Boine, que canta un tipo de folk-rock minimalista con raíces del Yoik.  Karl Seglem es un músico y compositor noruego que interpreta el saxofón y el bukkehorn.

### Black Metal
El Black Metal es un subgénero extremo del Heavy Metal. Con origen a mitad de los años 80, adquirió notoriedad mundial en los años 90, cuando los primeros grupos se vieron envueltos en casos de quema de iglesias, profanación de tumbas, suicidios y asesinatos. Nace como protesta al cristianismo, reclamando la vuelta a las raíces paganas de la región. Utiliza la imagen de la muerte (Corpsepaint) y al satanismo como símbolos de protesta e inconformidad contra el monoteísmo. Musicalmente se distingue por sus atmósferas oscuras, la deliberada baja calidad de grabación, el uso de ''blast beats'' en las baterías, ''tremolo picking'' en las guitarras y las voces rasgadas y agudas (shrieking). Las letras usualmente, abordan temas como la mitología nórdica, ocultismo, misantropía, filosofía, naturaleza y satanismo. Dentro del Black metal, existen diversos subgéneros como el Ambient Black Metal, Symphonic Black Metal, Depressive Suicidal Black Metal (DSBM), Avant-Garde Black Metal, Post-Black Metal, Industrial Black Metal, etc. Los países nórdicos cuentan con la mayor cantidad de bandas per cápita del mundo.

### Música pop y rock
La música popular noruega se ha desarrollado en las diversas escenas urbanas, como la escena underground de Bergen o Oslo. El fortalecimiento de la música popular de Noruega ha sido aportado por el crecimiento de los festivales, los nuevos sellos discográficos independientes ( indie )  , una nueva generación de profesionales de la industria de la música deseosos y talentosos, así como los medios de comunicación interna más favorable.
El establecimiento de la NRK en 1933 contribuyó a la circulación de la música popular. Además, desde este período en adelante, escuchar emisoras de radio británicas y norteamericanas, junto con una importación de discos de jazz y rock, ha ampliado los gustos musicales de la mayoría de los noruegos.